# Herzebrock-Clarholz
Herzebrock-Clarholz är en kommun i Kreis Gütersloh i Regierungsbezirk Detmold i förbundslandet Nordrhein-Westfalen i Tyskland. Kommunen bildades 1 januari 1970 genom en sammanslagning av de tidigare kommunerna Herzebrock och Clarholz.